# 季節労働
季節労働（きせつろうどう, Seasonal work）とは、季節的な要因の影響をうける産業従事者が、本来の産業に従事することができない期間に収入を得るためにする労働である。日本では冬季に積雪を迎える地域において、積雪などで事業ができないために就労する労働（出稼ぎ）のことを示す。また、これらの要因から就労する者を季節労働者、季節労働者を雇用することを季節雇用といい、季節雇用とは逆に1年を通した雇用を通年雇用という。以下、これらの語についても併せて論じる。

## 概要
1年のうちある季節にのみ操業し、別のある季節には操業ができないような産業を季節性産業という。亜寒帯や寒帯の地域では冬季に低温が続き、降雪や積雪があることにより、土木・建築関係業務や農業など第一次産業の多くが事業を行うことができない。これらが典型的な季節性産業である。他に観光業にも季節性がある。こうした普段季節性産業に従事する者は、季節的な要因から一年を通じて産業に従事できない期間があり、収入を得るために季節労働を行う。
日本では、北海道・東北地方・北陸地方などの日本海側の地域で顕著に見られる雇用形態である。季節労働者対策として、積雪など自然条件の厳しい冬期間にも住宅などを建築し、1年を通じて事業を継続する通年施工などの試みが行われている。

## 歴史
気候の振り幅があるヨーロッパでは、季節性産業の広域分布などの要因もあり、かつて数世紀にわたり国境を超えた季節労働が恒常的に存在した。ドイツ北西部の農村社会には、17世紀頃から形成されたホイアーリングという下層農民が存在し、農家の敷地内で居住生活し、農耕などの労働力を提供して賃料等を賄った。農作物の収穫を終えると、こうした農村労働者は一年の一定期間をオランダ沿岸部へ集団移動し、泥炭採取及び牧草刈取りなどの季節労働に従事して家族の生活を賄い、またドイツに戻り農作業の労務を手伝った。こうしたドイツの北西部からオランダ沿岸部への季節労働者の移動は、17世紀から19世紀の数世紀にわたる慣習であった。
20世紀初頭には、これら労働者が年間を通じて一定の季節のみ就業することから、「季節移民」とも称すようになった。
19世紀から20世紀初頭の農業において論じられる季節労働は、以下がある。
- 英国 - ホップ・馬鈴薯の収穫 - アイルランド農民が英国に移動して季節労働し、収穫に関する農務作業に従事した。
- ドイツ（ザクセン） - 国内東北部からの季節労働者による甜菜栽培
- 米国 - 農業の大規模化と収穫時期などの季節的要因から、国内の季節労働者が移動して小麦・綿花の収穫農務を行う。